# حيوية خفية
الحيوية الخفية أو حالة السبات أو بيات الجفاف (بالإنجليزية: Cryptobiosis)‏ هي حالةٌ لاأيضية يدخُلها الكائن الحي استجابةً لظروفٍ بيئية صعبة مثل الجفاف والتجمد ونقص الأكسجين، وفي هذه الحالة تتوقف جميع العمليات الأيضية القابلة للقياس، وبالتالي يتوقف التكاثر والتطور والإصلاح. عندما تعود الظُروف إلى طبيعتها، فإنَّ الكائن الحي يعود من جديد إلى حالته الأيضية كما كانت قبل حالة الحيوية الخفية.

## الأشكال

### حياة لامائية
الحياة اللامائية هي أكثر حالات السبات دراسةً، وتحدث في حالات التجفف الشديد. يُشتق مصطلح الحياة اللامائية من مقابله اليوناني «الحياة دون ماء» ويستخدم غالبًا لوصف القدرة على تحمل التجفف الملاحظ عند أنواع محددة من الحيوانات اللافقارية مثل الدوارة الشبيهة بالعلق وبطيئات الخطو (التارديغرادا) والروبيان الملحي (قريدس الماء المالح) والديدان الأسطوانية، ويشمل هذا على الأقل واحدًا من الحشرات، وهو نوع من الهاموشيات (فصيلة من الحشرات تتبع رتبة ذوات الجناحين) يدعى الوامئة النائمة.
تظهر بعض الأشكال الأخرى من الأحياء أيضًا خاصية تحمل التجفف، مثل نبتة القيامة (النباتات العاجزة عن الحفاظ على محتواها المائي أو تنظيمه لتحقيق استتباب الخلايا والنسج، فتعتمد على موازنة سريعة للمحتوى المائي في الخلايا والنسج مع الماء الموجود في البيئة المحيطة، فتقدر على تحمل التجفف الشديد لعدة أشهر أو حتى سنوات) التي تدعى الكراتيروستيغما بلانتاغينوم craterostigma plantagineum ومعظم بذور النباتات والعديد من الكائنات الحية المجهرية مثل فطريات الخميرة. أظهرت الدراسات أن بعض الكائنات الحية اللامائية يمكنها أن تنجو على مدى عقود وحتى قرون في الحالة الجافة.
تتقلص الكائنات اللافقارية التي دخلت في حالة الحياة اللامائية غالبًا لتأخذ هيئةً أصغر حجمًا، ويعمل بعضها على تشكيل سكر يدعى تريهالوز. يترافق تحمل التجفف في النباتات مع إنتاج سكر آخر هو السكروز. يُعتقد أن هذه السكريات تحمي الكائن الحي من أذية التجفف. في بعض الكائنات مثل الدوارة الشبيهة بالعلق، لم يُعثر على سكر تريهالوز، ما قاد العلماء إلى اقتراح آليات أخرى للحياة اللامائية قد تشمل البروتينات المضطربة ذاتيًا.
في عام 2011، تبين أن الربداء الرشيقة (وهي دودة أسطوانية وواحدة من أفضل الأمثلة عن الكائنات الحية المدروسة) تخضع لحالة الحياة اللامائية في مرحلة اليرقة الانتقالية. أظهرت أبحاث إضافية استغلت الوسائل الوراثية والكيميائية الحيوية المتوفرة لهذا الكائن أنه بالإضافة إلى الاصطناع الحيوي لسكر التريهالوز هناك مجموعة من السبل الوظيفية الأخرى تساهم في الحياة اللامائية على المستوى الجزيئي، وهذه آليات دفاعية موجهة بشكل رئيسي ضد أنواع الأكسجين التفاعلية والمواد الحيوية الدخيلة (هي المادة الكيميائية التي توجد في الكائن الحي ولكنها لا تنتج عادة أو لا يُتوقع أن تكون موجودة فيه) والتعبير عن بروتينات الصدمة الحرارية (مجموعة بروتينات تنتجها الخلية استجابة للتعرض لحالات الشدة) والبروتينات المضطربة ذاتيًا إضافةً إلى الاصطناع الحيوي للحموض الدسمة عديدة اللاإشباع وعديدات الأمين.
حافظت بعض الحيوانات والنباتات التي دخلت في حالة الحياة اللامائية على هذه المواد، الأمر الذي يقترح أن القدرة الحيوية اللامائية قد تعتمد على مجموعة من الآليات المشتركة. قد يُمَكن فهم هذه الآليات بالتفصيل من تعديل الخلايا أو النسج أو الأعضاء أو حتى الكائنات الحية التي لا تملك الخاصية الحيوية اللامائية ما يتيح الحفاظ عليها في الحالة الجافة من الحياة المعلقة (هي الإبطاء المؤقت قصير أو طويل الأمد للوظيفة الحيوية البيولوجية أو إيقافها بهدف الحفاظ على المقدرات الفسيولوجية) لفترات طويلة من الزمن.
ابتداءً من عام 2004، أُجري تطبيق عملي مماثل على اللقاحات اعتمادًا على مفهوم الحياة اللامائية. في مجال اللقاحات، قد تنتج هذه العملية لقاحًا جافًا يعاد تفعيله حالما يحقن داخل الجسم.
نظريًا، يمكن تطبيق تقنية اللقاح الجاف على أي لقاح، بما فها اللقاحات الحية مثل لقاح الحصبة، ويُحتمل أيضًا تعديله ليسمح بتحرر اللقاح بشكل بطيء، الأمر الذي يحد من الحاجة إلى الجرعات الداعمة. يهدف ذلك إلى الحد من الحاجة لتبريد اللقاحات، وبالتالي يجعل اللقاحات الجافة متوفرةً بشكل أوسع في البلدان النامية حيث لا يتوفر التبريد والكهرباء والتخزين الملائم بسهولة.

## الأمثلة
يُعتبر الروبيان الملحي من الأمثلة الشائعة على الكائنات الحية التي تدخل حالة الحيوية الخَفية، وتُسمى في هذه الحالة بقرود البحر، ويتواجد هذا النوع في حوض ماغاديكغادي في بوتسوانا، حيثُ يبقى على قيد الحياة خلال الجفاف الموسمي عندما يتبخر ماء الحوض تاركًا منطقة الحوض جافةً تقريبًا.
يُعتبر بطيء الخطو أو دب الماء، من الأمثلة المُدروسة على نطاقٍ واسعٍ وملحوظ؛ وذلك بسبب أنها من الممكن أن تخضع لجميع أنواع الحيوية الخفية الخمسة. في مرحلة الحيوية الخفية، ينخفض أيض بطيء الخطو إلى أقل من 0.01% عن الطبيعي، وقد ينخفض محتوى الماء إلى 1% عن الطبيعي، وبالتالي يستطيع تحمل درجات الحرارة القصوى والإشعاع والضغط.
بعض الديدان الأسطوانية والدوارات قد تدخل في حالة الحيوية الخفية.